# Хубер, Иштван Дези
Иштван Дези Хубер (венг. Dési Huber István; 6 февраля 1895, Аюд, Австро-Венгрия — 25 февраля 1944, Будапешт, Венгрия) — венгерский живописец, график, дизайнер, лауреат государственной премии Кошута (посмертно, 1948).

## Биография

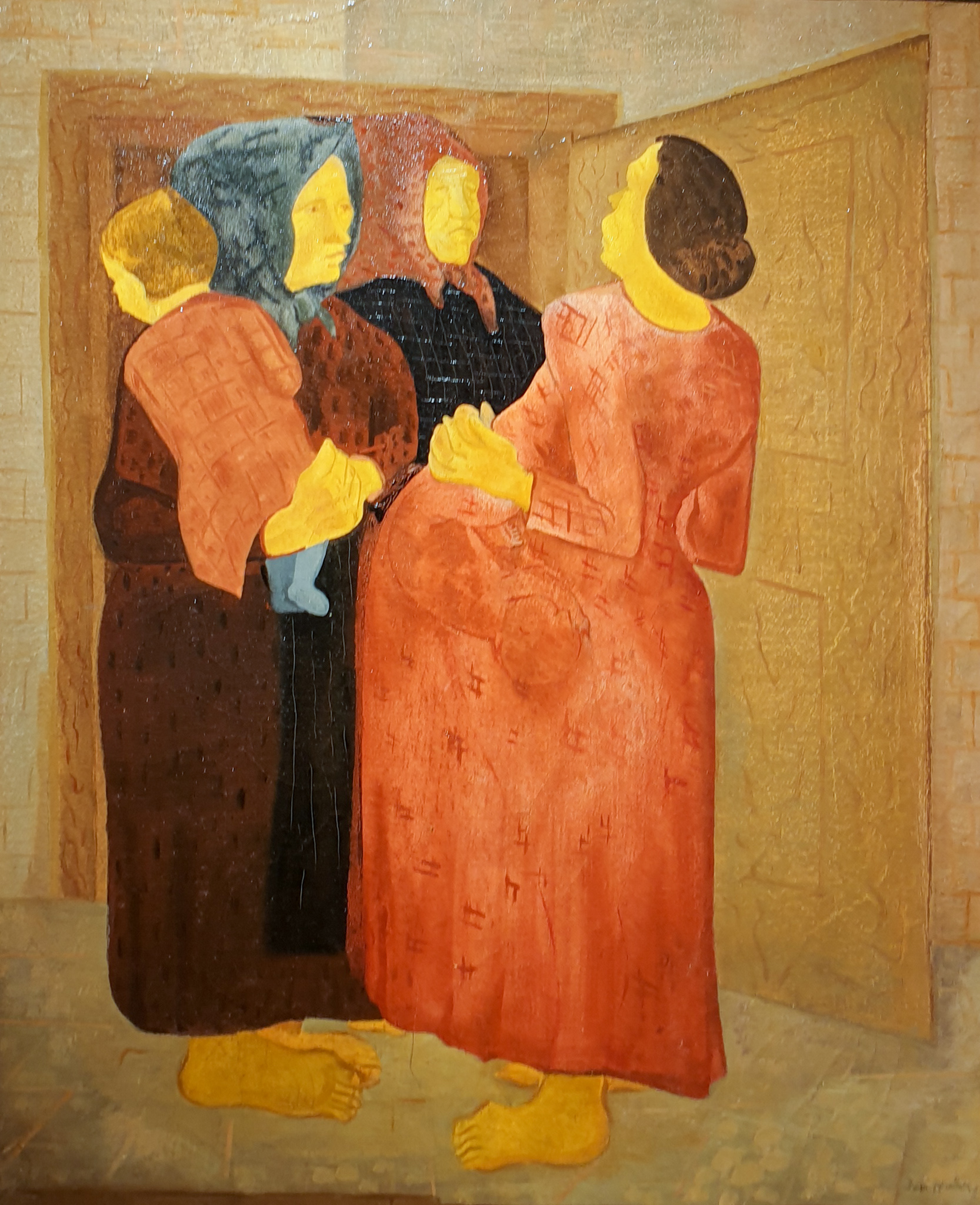
Беременная женщина, около 1932 г.

Немецкого происхождения. Сын мелкого промышленника. Из-за банкротства отца и ранней смерти матери, и возникших финансовых проблем не смог учиться. Жил в столице случайными заработками, был рабочим, дворецким, официантом, посыльным, бродяжничал. Позже стал токарем на вагоностроительном заводе, затем вернулся в Трансильванию.
Добровольцем участвовал в Первой мировой войне. Из-за проблем с лёгкими был демобилизован. После войны посещал школу рисования в Деже. Работал ювелиром по золоту и серебру. В 1921 году переехал в Будапешт и нашёл работу на фабрике столового серебра. Посещал профессиональное училище декоративно-прикладных искусств. Освоил технику офорта. Принял участие в ряде выставок.
Участник подпольного коммунистического движения, в 1927—1928 года создал серию линогравюр под названием «Четвёртый орден». В 1934 году был арестован за натюрморт с изображением мотива серпа и молота. Член Нового общества художников.
С 1930 года периодически лечился в санаториях из-за заболевания лёгких, приобретенного на фронте.
На раннем этапе творчества увлекался кубизмом, затем экспрессионизмом, сильное влияние на него оказала живопись Винсента Ван Гога. Его работы считаются связующим звеном между экспрессионизмом Д. Дерковича и, так называемым, выразительным реализмом школы Великих равнин.

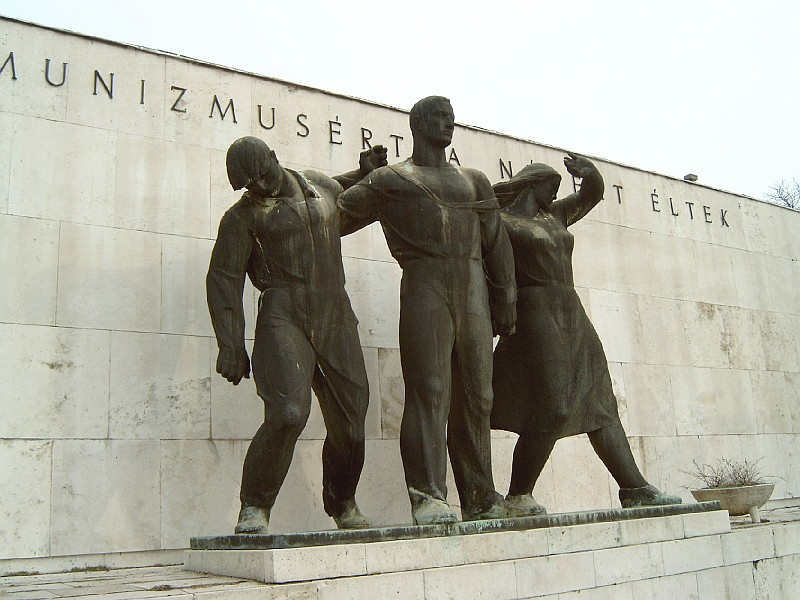
Могила Иштвана Дези Хубера в Пантеоне труда на кладбище Керепеси

Похоронен на кладбище Керепеши.

## Память
- В пятую годовщину его смерти на стене его дома в Будапеште и санатории была открыты мемориальные доски.
- В 1976 году открыт Мемориальный музей Иштвана Дези Хубера.
- В Будапеште его именем названа улица и школа.